# Institut Sankt Joseph
Institut Sankt Joseph er en katolsk privatskole beliggende i København, Danmark. Det selvstyrende instituts dannelsesidealer og daglige aktiviteter baseres på et katolsk-kristent humanistisk syn på livet og mennesket. Skolens primære mål er at udvikle betænksomme og omsorgsfulde studerende, der tager deres liv, muligheder og valg alvorligt.
Skolens område består af en stor hovedbygning med fire etager, en tilbygning til børnehaveklasser og klubber, et teater og en stor gymnastiksal. Skolen ligger på Dag Hammarskjölds Allé mellem Lille Triangel ved søerne og Østerport Station, lige over for den amerikanske ambassade, tæt på indre by og kysten. 

## Generel information
Skolen har to linjer med i alt 22 klasser fra børnehaveklasse til og med 10. klasse. I 2012 var der omkring 525 elever i alt, og en klasse bestod i gennemsnit af 24 elever. De primære fag er følgende: Dansk, engelsk (fra 1. klasse), matematik, musik, religion, gymnastik, biologi, fysik, historie, IT, naturfag, geografi og samfundsfag. 
Derudover fokuserer skolen på social praktik og at give tilbage til lokalsamfundet med et obligatorisk program for 8. klasses elever, et mentorprogram med jævnaldrende og muligheden for sommerskole.
Som en del af skolens internationale profil deltager Institut Sankt Joseph i EU støttede projekter, såsom Comenius-programmet og søger aktivt internationalt samarbejde med UNESCO og FN for at fremme internationalt samarbejde og forståelse. Skolen afholder hvert halve år en begivenhed med titlen: "Ansvar for vore medmennesker og verden" for at arbejde for social retfærdighed og lave indsamlinger til de fattige.
Umiddelbart før de afslutter deres studier på Skt. Joseph, har alle 10. klasser muligheden for at tage på en udflugt, ledsaget af en lærer, for at diskutere med deres jævnaldrende, hvad de har lært, og hvor de er på vej hen i livet. 
Fra juli 2013 starter Institut Sankt Joseph deres nye sommerskole program, der vil fokusere på sprogudvikling, sportsaktiviteter, drama, teater og projekter omhandlende social praktik i lokalområdet.

## Filosofi
Som en katolsk skole tror Institut Sankt Joseph på, at det katolske uddannelses- og dannelsesprojekt grundlæggende skal forstås som et humanistisk projekt med rødder i en lang tradition af katolsk uddannelse. Det overordnede mål for alle der forlader en katolsk skole er, uanset om det er om eftermiddagen efter den første dag i børnehaveklasse eller i slutningen af 9. klasse, at de er rustet til den stadige opgave det er at være menneske – at være sig selv.

## Forskellighed
Eleverne er forskellige både hvad angår religion og etnisk oprindelse. Kun 20% af eleverne er katolikker, hvorimod 80% er protestanter, jøder, muslimer eller uden religiøs tilknytning. Skolen har en stærk økumenisk profil med fælleskirkelige aktiviteter, såsom daglig morgensang, hvor elever på tværs af trosretninger samles i solidaritet for at starte dagen. Derudover er der for skolens katolske elever mange muligheder for at dyrke deres tro, for eksempel onsdagens "frokostmesse" og messer for at fejre højtider med to katolske præster, der er tilknyttet skolen. Desuden kommer eleverne fra 59 forskellige lande og har 33 forskellige modersmål i alt.

## Ledelse
Som beskrevet i skolens vedtægter, fører bestyrelsen tilsyn med den økonomiske og administrative ledelse af skolen. Bestyrelsen består af fem medlemmer, udpeget for en toårig periode af Sankt Joseph Søstrenes Ordenssamfund (formand), forældre (to repræsentanter), den katolske Biskop af København (et medlem) og leder af det katolske pastoralråd i Danmark (et medlem). Den daglige ledelse af skolen udføres af skolelederen.  
Skolen er tæt knyttet til forældrerådet og arbejder hårdt på at sørge for, at alle forældre, tidligere elever, personale og ledelse samarbejder for at fuldføre skolens mission.

## Historie
Skolen blev grundlagt den 17. november 1858 af Sankt Joseph Søstrene, der styrede skolen indtil marts 1976. Skolen startede som en pigeskole og forblev sådan indtil 1968, hvor drenge også blev optaget. Skolens hovedbygning blev bygget i 1914–1915, og i 1928 byggede man en tilbygning, der inkluderede et fysik- og biologilaboratorium. Bygningen blev designet af Christian Mandrup-Poulsen, der også designede søstrenes kloster med Immaculatakirken på Strandvejen og Jeanne d'Arc Skolen. Skolen har sin egen kirke, hvor der afholdes katolske og økumeniske begivenheder. Derudover har Sankt Joseph et auditorium, hvor årlige skoleforestillinger og den daglige morgensang finder sted.
I 1945 blev Sankt Josephs søsterskole, Jeanne d'Arc Skolen, fejlagtigt bombet af allierede styrker. Efter tragedien tog Institut Sankt Joseph imod mange af de elever, der tidligere gik på den nu udbombede skole. Derfor blev det nødvendigt at bygge en tilbygning samt en ny gymnastiksal i 1950. I 1972 blev statuen af Jeanne d’Arc, som lå i ruinerne af skolen på Frederiksberg, flyttet til Sankt Joseph skolens skolegård. Der er den forblevet som et minde om vores solidaritet med den tidligere skole. Institut Sankt Josephs SFO (skolefritidsordning), den første af slagsen i København, blev startet i 1981. Derudover byggede man en ny gymnastiksal i 1982.
Skolen er kommet langt siden den oprindelige grundlæggelse som en fransk inspireret pigeskole. I dag er skolen rodfæstet i danske værdier om solidaritet og har et lige antal af drenge og piger med diverse socioøkonomiske baggrunde. De katolsk-humanistiske værdier, der inspirerede Søstrene til at grundlægge skolen for mere end 150 år siden, lever dog videre i dag i de daglige aktiviteter og i det overordnede uddannelses- og dannelsesprojekt.